# Janusz Pożak
Janusz Pożak (* 1. Juni 1955 in Lubartów) ist ein ehemaliger polnischer Radrennfahrer und nationaler Meister im Radsport.

## Sportliche Laufbahn
1977 gewann er die Baltic-Rundfahrt, ein Etappenrennen, bei dem vornehmlich Nachwuchsfahrer aus Osteuropa starteten. Pożak wurde 1980 polnischer Meister im Straßenrennen. 1979 trat er für Polen bei den Straßenradsport-Weltmeisterschaften an und wurde 67. im Straßenrennen. Zweimal war er bei der Internationalen Friedensfahrt am Start. 1978 wurde er 26., 1981 schied er aus. In der Jugoslawien-Rundfahrt 1979 und in der Rheinland-Pfalz-Rundfahrt 1979 gewann er eine Etappe. Anfang der 1980er Jahre ging er nach Frankreich und fuhr dort Rennen als Amateur. 1986 kehrte er nach Polen zurück und beendete dort auch seine Laufbahn.

## Berufliches
2018 wurde er Präsident des polnischen Radsportverbandes, im Mai 2019 trat er von diesem Amt zurück. In seiner Heimatstadt begründete er ein Radsportgeschäft. Er war auch einige Jahre als Kommunalpolitiker aktiv.